# Жувентуде
Жувентуде — бразильський футбольний клуб із міста Кашіас-ду-Сул, заснований у 1913 році.

## Історія
Клуб створено у 1913 році. У штаті конкурентами на довгий час стали майбутні гранди бразильського футболу — «Греміу» та «Інтернасьонал». А в 1970 році у місті була створена інша команда — «Сосьедаді Еспортіва і Рекреатіва Кашіас». Вони стали головними суперниками «Жувентуде». Але у 1988 році зібралась сильна команда яка перемогла в чемпіонаті штату. А наступного року перемогла у Кубку Бразилії зустрівшись з «Ботафогу».
У 2000 році дебютували у Кубку Лібертадорес.
Та у новітній історії все пішло не так як хотілось би вболівальникам клубу. Спочатку клуб вибув зі складу еліти, а потім опустився до 4 дивізіону країни. Згодом повернувся, але лише до Серії C. За підсумками сезону 2020/21, клуб підвищився у класі до Серія А.

## Досягнення
- Серія B: 1994
- Чемпіонат штату Ріу-Гранді-ду-Сул: 1998
- Кубок БразиліЇ: 1999